# نودلمان-ریختر ان.آر-۲۳
نودلمان-ریختر ان.آر. ۲۳ (روسی: Нудельман — Рихтер НР-23)یک توپ خودکار ساخت شوروی است که به‌طور گسترده در هواپیماهای نظامی اتحاد جماهیر شوروی و پیمان ورشو استفاده می‌شد. این توپ توسط آلکساندر اِمانوئیلویچ نودلمان (Александр Эммануилович Нудельман) و آرون آبراهومویج ریختر (روسی: Аро́н Абра́мович Ри́хтер) به عنوان جایگزینی برای توپ‌های دوران جنگ دوم جهانی (نودلمان-سواروف ان. اس-۲۳ و ولکوف-یارتسف وی. یا-۲۳)، طراحی و در سال ۱۹۴۹ وارد خدمت شد.
ان. آر-۲۳ یک توپ ۲۳ میلی‌متری (۰٫۹ اینچی) تک لول و با لگد کوتاه است. این توپ شبیه به ان. اس-۲۳ بود اما پیشرفت‌های مکانیکی نرخ آتش آن را بیش از ۵۰ درصد افزایش داد. نرخ آتش تئوریک آن ۸۵۰ گلوله در دقیقه بود، اگرچه آزمایش‌های نیروی هوایی ایالات متحده از سلاح‌های ضبط شده به نرخ آتش واقعی تنها ۶۵۰ گلوله در دقیقه دست یافت.
ان. آر-۲۳ بعداً با توپ اتوماتیک آفاناسف مارکوف ای. ام-۲۳ جایگزین شد که ترخ آتش بالاتری داشت.ای. ام-۲۳ در برجک توپ بمب افکن‌ها استفاده می‌شد. این اسلحه با گاز باروت مسلح می‌شد، وزن آن ۴۳ کیلوگرم (۹۵ پوند) بود و نرخ آتش بسیار بالاتر (۱٬۲۰۰ تا ۱٬۳۰۰ گلوله در دقیقه) را داشت.
جمهوری خلق چین هر دو نسخه از این سلاح را به ترتیب با نام‌های نورینکو تیپ ۲۳–۱ (ان. آر-۲۳) و تیپ ۲۳–۲ (ای. ام-۲۳) تولید می‌کند.

## کاربری‌ها
ان. آر-۲۳ در هواپیماهای جنگنده از جمله میگ-۱۵، لاوچکین ال. آ-۱۵، میگ-۱۷ و برخی از مدل‌های میگ-۱۹ مورد استفاده قرار گرفت. علاوه بر این، در ایلیوشین ایل-۲۸ و باریف - بی. ایی-۶ نیز استفاده شد.
ای. ام-۲۳ در برجک‌های دفاعی آنتونوف ای‌ان-۱۲ بی،
میاسیشچف ام-۴، توپولف تو-۱۴، توپولف تو-۱۶،
توپولف ۹۵/تو-۱۴۲ و نمونه اولیه توپولف تو-۹۸ استفاده شد.
ان. آر-۲۳ همچنین تنها توپی است که در فضا شلیک شده است. گزارش‌های منتشر شده بیان می‌کنند، که یک توپ نودلمن-ریختر که در ایستگاه فضایی
آلماز-۲ نصب شده بود. در آخرین روز استقرار آلماز-۲، توپ با شلیک ۲۰ گلوله آزمایش شد. جزئیات این آزمون و نتایج آن همچنان طبقه‌بندی شده است.
در اواسط دهه ۱۹۶۰ توپ ان. آر-۲۳ در شوروی با توپ دو لول گریازیف شیپونوف گش-۲۳ جایگزین شد.
مکانیسم ان. آر-۲۳ برای تولید اسلحه قدرتمندتر ۳۰ میلی‌متری ان. آر-۳۰ بزرگ‌تر شده و به کار گرفته شد، توپ ان. آر-۳۰ در میگ-۱۹ و برخی از گونه‌های میگ-۲۱ مورد استفاده قرار گرفت.

## یاداشت‌ها و منابع
1. 1 2  Zak, Anatoly. "Here Is the Soviet Union's Secret Space Cannon". Popular Mechanics. Hearst Magazine Media, Inc. Archived from the original on 22 May 2021. Retrieved 22 May 2021.
2. ↑  "James Olberg, Space Power Theory, Ch. 2" (PDF). Archived from the original (PDF) on 2018-07-12. Retrieved 2009-07-05.